# Pleuroloba costellaris
Pleuroloba costellaris is een slakkensoort uit de familie van de Ellobiidae. De wetenschappelijke naam van de soort is voor het eerst geldig gepubliceerd in 1854 door H. & A. Adams.